# SprintAir
SprintAir — польская авиакомпания со штаб-квартирой в Варшаве. Базируется в аэропорту имени Фридерика Шопена.
Осуществляет грузовые и пассажирские чартерные рейсы, регулярные рейсы в Польшу, Литву, Латвию, Украину, Германии.

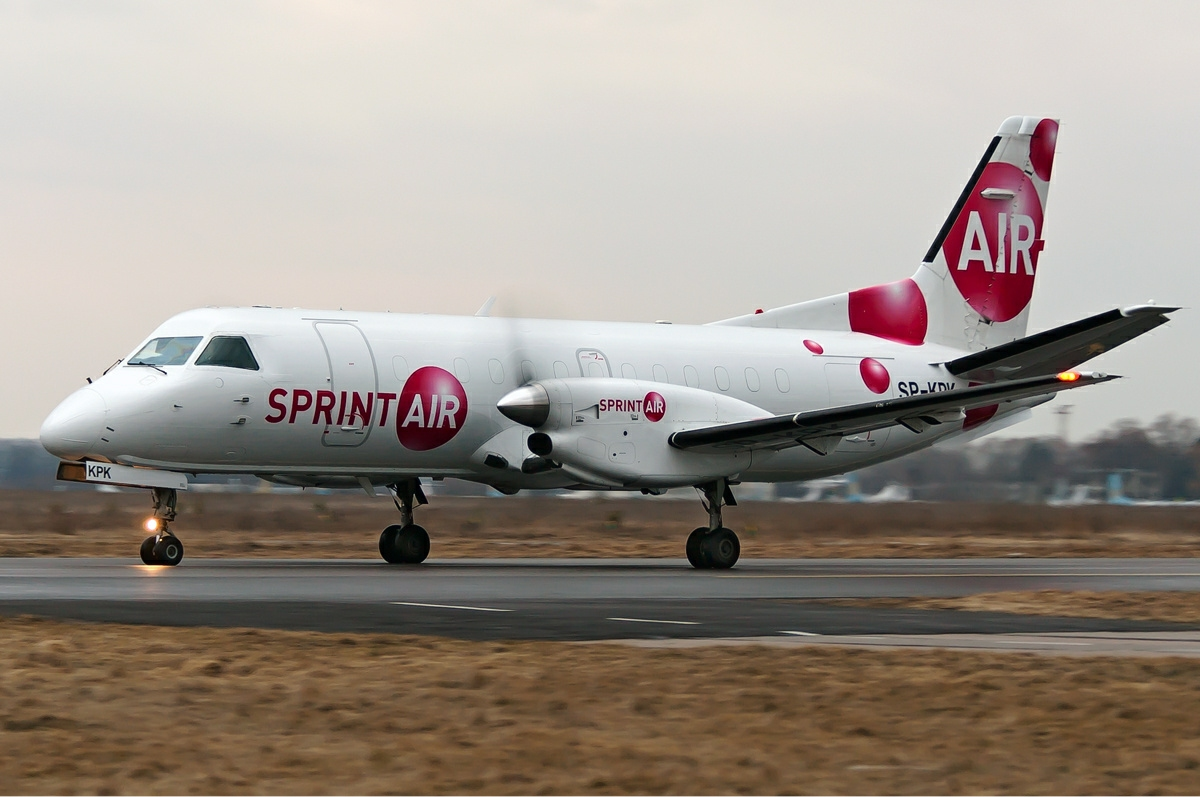
Самолёт компании Sprint Air в аэропорту Киева

Приземление турбовинтового самолёта авиакомпании Sprint Air в аэропорту Бреста

## Направления
- Варшава, Варшавский аэропорт — Киев, аэропорт Жуляны. Пассажирские и грузовые перевозки.
- Радом, аэропорт Радом — Львов, аэропорт Львов. Пассажирские перевозки.
- Варшава, Варшавский аэропорт — Каунас, аэропорт Каунас . Пассажирские перевозки.
- Варшава, Варшавский аэропорт — Вроцлав, аэропорт Вроцлав. Пассажирские перевозки.
- Варшава, Варшавский аэропорт — Гданьск, аэропорт Гданьск. Пассажирские и грузовые перевозки.
- Радом,  аэропорт Радом — Гданьск, аэропорт Гданьск. Пассажирские и грузовые перевозки.
- Радом, аэропорт Радом — Прага, аэропорт Прага. Пассажирские и грузовые перевозки.
- Варшава, Варшавский аэропорт — Кёльн, аэропорт Кёльн/Бонн. Пассажирские перевозки.[5]

## Флот
| Тип         | Фото                                              | В действии | Заказано | Пассажиров | Примечания |
| ----------- | ------------------------------------------------- | ---------- | -------- | ---------- | ---------- |
| ATR 72-200F | SP-SPA SprintAir ATR 72-202 (28374459116)         | 10         |          | TBA        |            |
| Saab 340A   | SprintAir, SP-KPL, Saab 340A (49569055637)        | 6          |          | 33         |            |
| Saab 340A   | SprintAir, SP-KPL, Saab 340A (49569055637)        | 6          | 34       |            |            |
| Saab 340AF  | Sprint Air SP-KPO Saab 340 Coventry (25809699038) | 7          |          | TBA        |            |
| В целом     | 18                                                |            |          |            |            |